# NGC 7379
NGC 7379 est une galaxie spirale barrée située dans la constellation du Lézard. Cette galaxie a été découverte par l'astronome français Édouard Stephan en 1876. Sa vitesse par rapport au fond diffus cosmologique est de 5 041 ± 42 km/s, ce qui correspond à une distance de Hubble de 74,4 ± 5,3 Mpc (∼243 millions d'al).
La classe de luminosité de NGC 7379 est I.